# Kodalia
Kodalia é uma vila no distrito de Hugli, no estado indiano de Bengala Ocidental.

## Demografia
Segundo o censo de 2001, Kodalia tinha uma população de 8068 habitantes. Os indivíduos do sexo masculino constituem 52% da população e os do sexo feminino 48%. Kodalia tem uma taxa de literacia de 70%, superior à média nacional de 59,5%: a literacia no sexo masculino é de 75% e no sexo feminino é de 64%. Em Kodalia, 11% da população está abaixo dos 6 anos de idade.